# 卢亚纳语
卢亚纳语（Luyana），也被称为卢伊语（Luyi, Louyi, Lui, Rouyi），是一种使用在赞比亚的班图语，邻国也有少量使用者。它似乎是班图语系中一个分化的支系。该语言由洛齐人的一个亚族群——卢亚纳人使用。
民族语（Ethnologue）将宽迪语（Kwandi）、姆博韦语（Mbowe）、姆布姆语（Mbume）以及可能包括宽瓜语（Kwangwa, "Kwanga"）列为方言。而Maho (2009) 则将这些语言归类为独立的语言；目前尚不清楚其中任何一种是否属于班图语系中分化的卢亚纳语支，或者它们是否属于卡万戈语言（Kavango languages）。
卢亚纳语的文字于2011年创制，使用拉丁字母。
该语言在小学和中学均有教授。

## 语音

### 元音
|    | 前 | 后 |
| -- | -- | -- |
| 闭 | i  | u  |
| 中 | e  | o  |
| 开 | a  |    |

卢亚纳语有五个单元音：a、e、i、o和u。o几乎总是开元音，很少是闭元音。在o和u之间可能存在犹豫的地方，应使用 u。
没有双元音。当两个元音相遇时，它们会收缩，或者其中一个被省略。

### 辅音
卢亚纳语的辅音音位如下表所示。
|        |        | 双唇音 | 齿音/齿龈音 | 硬颚齿龈音 | 硬颚音 | 软颚音 |
| ------ | ------ | ------ | ----------- | ---------- | ------ | ------ |
| 塞音   | 清     | p      | t̪           |            |        | k      |
| 塞音   | 浊     | b      | d̪           |            |        | ɡ      |
| 塞擦音 | 塞擦音 |        | dz          | dʒ         |        |        |
| 擦音   | 擦音   |        | s           | ʃ          |        |        |
| 鼻音   | 鼻音   | m      | n           |            | ɲ      | ŋ      |
| 近音   | 近音   |        | l           |            | j      | w      |